# 日本とインドネシアの関係
日本とインドネシアの関係（にほんとインドネシアのかんけい、インドネシア語: Hubungan Indonesia dengan Jepang、英語: Indonesia–Japan relations）は、第二次世界大戦後、歴史的、経済的、政治的つながりは特に緊密なものに成長した。また、国際協力機構（JICA）を通じて、インドネシアへの開発援助の主要な供与国である。
日本にとって、インドネシアは液化天然ガスなどの天然資源の死活的に重要な供給国である。両国はともにG20とAPECの加盟国である。
今日、インドネシアで働く日本人は11000人にのぼる一方、日本では約24000人のインドネシア人が働いたり訓練を受けたりしている。
インドネシアは東京に大使館を、大阪に領事館を設置している。日本はジャカルタに大使館を、メダン、デンパサール、スラバヤに総領事館を、マカッサルに領事事務所を設けている。

## 両国の比較
|                  | インドネシア                                                          | 日本 |
| ---------------- | --------------------------------------------------------------------- | --- |
| 人口             | 2億7636万2000人 (2021)                                                | 1億2555万9000人 (2021) |
| 面積             | 191万6907km2 (740,122 sq mi )                                         | 37万7973.89km2 (145,936.5 sq mi) |
| 人口密度         | 144.2人/km2 (373.4人/sq mi)                                           | 332.2人/km2 (860.4人/sq mi) |
| 可住地面積当たり | 281.8人/km2 (729.6人/sq mi)                                           | 1217人/km2 (3152人/sq mi) |
| 首都             | ジャカルタ→ヌサンタラ (都市) (2024予定)                               | 東京 (事実上) |
| 最大都市         | ジャカルタ - 1056万人                                                 | 東京都区部 – 973万3000人 |
| 政府             | 単一国家、大統領制、立憲共和制                                        | 単一国家、議会内閣制、立憲君主制 |
| 公用語           | インドネシア語                                                        | 日本語 (事実上) |
| 主な宗教         | イスラム教86.1%、キリスト教8.7%、ヒンドゥー教1.8%、仏教1%、その他2.4% | 神道83.9%、仏教71.4%、キリスト教2%、その他0.6% (日本では神道と仏教を両方信仰することが広く行われているため、合計した数字は100%を超える) |
| 民族             | ジャワ人40%、スンダ族16%等。詳しくは英語版記事参照。                  | 日本人98.5%、中国人0.5%、韓国人0.4%、その他0.6%                                                                                         |
| 名目GDP (2020)   | 1兆0596億4000万米ドル (1人当たり3,922米ドル)                          | 5兆0486億9000万米ドル (1人当たり40,146米ドル)                                                                                           |
| 実質GDP (2020)   | 3兆3024億1000万米ドル (1人当たり12,222米ドル)                         | 5兆3130億2000万米ドル (1人当たり42,248米ドル)                                                                                           |
| 軍事費           | 93億9600万米ドル (2020)                                               | 491億4900万米ドル (2020) |
| 最大の都市圏     | ジャカルタ (ジャワ島) 3536万人 - 3541km2 (4751人/km2)                 | 東京=横浜 3911万人 - 8231km2 (9988人/km2)                                                                                               |
| 第２の都市圏     | バンドゥン (ジャワ島) 693.2万人 - 487km2 (14236人/km2)                | 大阪=神戸=京都 1549万人 - 3020km2 (5129人/km2)                                                                                          |
| 第3の都市圏      | スラバヤ (ジャワ島) 649.4万人 - 912km2 (7123人/km2)                   | 名古屋 952.2万人 - 3704km2 (2571人/km2)                                                                                                 |
| 第4の都市圏      | メダン (スマトラ島) 343.6万人 - 479km2 (7171人/km2)                   | 福岡 228.0万人 - 505km2 (4514人/km2) |
| 第5の都市圏      | スマラン (ジャワ島) 202.2万人 - 259km2 (7807人/km2)                   | 札幌 216.2万人 - 552km2 (3919人/km2) |

## 歴史

### 植民地時代の関係

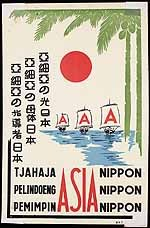
「アジアの光ニッポン、アジアの守りニッポン、アジアの指導者ニッポン」を主張する3A運動のポスター（1942年）

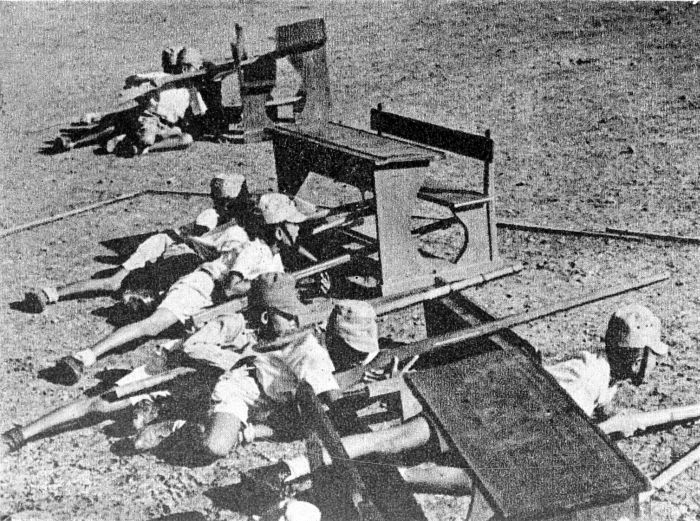
日本軍によって訓練を受けるインドネシア独立派の若者

17世紀初頭、オランダ領東インド（現在のインドネシア）に初めての日本人の移住者が住み着いていたことが記録されている。
より大きな波は17世紀に到来し、朱印船は東南アジアで交易を開始した。また1764年から、日本人漂流民の孫太郎がボルネオ島南部のバンジャルマシンで中国系インドネシア人の下男として暮らし、1771年にオランダ船で日本に帰国している。
明治維新ののち、1898年のオランダ領東インドの植民地の記録には、614人の日本人が住んでいたという記録がある（男166人、女448人）。1909年、日本人の人口が増えたため、日本はバタビアに領事館を設置したが、最初の数年間の人口統計はむしろいい加減なものだった。1920年代、沖縄の漁師が北スラウェシに定住し始めた。マナドには日本人のための小学校があり、1939年には18人の生徒がいた。1938年、合計で6349人の日本人がインドネシアに住んでいた。
また、日本政府もインドネシアから学生を受け入れており、帰国する学生に高級学校入学証明書を発行していた。ただ、親日派議員のムハマド・タムリンが、日本側スパイ容疑で勾留中に死亡した悲劇もおきた。

### 第二次世界大戦
1942年、大日本帝国は東南アジアに侵攻した。日本はオランダ軍を破り、現地のジャワ人の預言者（en:List of fulfilled prophecies#Liberation of Indonesia）によれば、解放のためにやってきた英雄としてインドネシア人に歓迎された。
日本はまた、末期のオランダ領東インドのボルネオ島、ジャワ島、スマトラ島、オランダ領ニューギニア（高価値の銅山がある現在のインドネシアのパプア州）の重要な油田地帯を占領した。
日本人はインドネシア人の民族意識の覚醒を促した。これはインドネシアの独立支援という利他的な動機というよりは、日本の政治的動機によって行われていたが、この支援は新しいインドネシア人の団体とスカルノのような政治指導者を生み出すきっかけになった。インドネシア人の国家主義的な指導者の登用を通じて、日本はインドネシアへの支援とインドネシア人の日本の戦争への徴用を続けようとした。
インドネシア人が受けた日本による占領の経験は、地域と社会的地位によって大きな幅があった。何千人もの人々がインドネシアから強制的に「ロームシャ」（労務者）として日本の軍事作戦に徴用された。
西側の連合国軍との戦争でインドネシアの人々から軍事的支援を受けるため、日本は自主的に集まって結成された郷土防衛義勇軍（PETA）を含め、インドネシアの若者に軍事的訓練と武器を与え、インドネシア人による国家主義運動の促進を始めた。
日本によるインドネシアの若者の軍事訓練は、もともとは敗戦による大日本帝国の統治機構の崩壊時に現地の支持を得続けることを企図したものだった。
しかしながら、後にこの軍事訓練は、1945年から1949年の独立戦争を経て、インドネシア共和国建国への大きな財産となった。
1945年、日本は敗戦の危機に瀕し、オランダはインドネシアに植民地政権を再び建設しようとし、日本陸軍にインドネシアの「法と秩序を保つ」ために協力を求めた。日本人は自らの政権を樹立するための準備をしていた国家主義的なインドネシア人を応援することを望んだ。
1944年9月7日、日本は戦況が悪化するなか、小磯国昭首相は、首相がこの約束を果たすことはできなかったが、インドネシアの独立を約束した。
1945年4月29日、日本の占領軍は、インドネシアが独立を果たすために日本人が組織した委員会であるインドネシア独立準備調査会を組織した。
この組織は1945年4月29日、第16軍の司令官である原田熊吉中将によって創設されたものである。
この組織を通じてインドネシアの独立会議が準備され、日本の公式な支援を得ることなく、1945年8月17日、スカルノ、ハッタとインドネシアの若者によってインドネシアは独立を宣言した。

#### 第二次世界大戦中の日本に対する現代インドネシア人の評価
2008年に外務省がASEAN主要6か国（インドネシア、マレーシア、フィリピン、シンガポール、タイ、ベトナム）に対日世論調査（一カ国約300名、TNSシンガポール社に調査依頼）をしたところ、「第二次世界大戦中の日本について、現在あなたはどうお感じですか」という設問において、以下のような結果だった。
| 項目                                     | シンガポール | マレーシア | タイ | インドネシア | フィリピン | ベトナム | 合計 |
| ---------------------------------------- | ------------ | ---------- | ---- | ------------ | ---------- | -------- | ---- |
| 悪い面で忘れることは出来ない             | 23%          | 27%        | 14%  | 18%          | 27%        | 12%      | 20%  |
| 悪い面はあったが、今となっては気にしない | 69%          | 65%        | 68%  | 70%          | 59%        | 78%      | 68%  |
| 全く問題にしたことはない                 | 5%           | 5%         | 13%  | 5%           | 14%        | 9%       | 9%   |
| 分からない                               | 3%           | 3%         | 5%   | 7%           | 0%         | 1%       | 3%   |

### インドネシア共和国独立期の関係
約3000人の大日本帝国陸軍軍人はインドネシアに残ることを選び、現地の人々とともにオランダの植民地主義者たちとインドネシア独立戦争を戦った。
そのうち約3分の1は戦死し、その多くはカリバタ英雄墓地に埋葬され、生き残った者は戦争が終わった後もインドネシアに残ることを選び、彼らの一部はインドネシア独立の英雄として顕彰されている。

### 1950年代
サンフランシスコ講和条約締結以降、日本とインドネシアは国交樹立に向けた交渉を開始。1953年11月には、倭島英二が特命全権公使に任命され、同年12月よりインドネシアとの間で国交樹立、賠償、その他懸案事項の処理交渉が行われ、1958年に平和条約を締結、国交を樹立した。

### 1960年代
1964年、アジアで初めて開催となる東京オリンピックへのインドネシア選手団の参加をめぐり、国際オリンピック委員会 (IOC) を巻き込んだ大きな問題となった。
1962年、ジャカルタで開催されたアジア競技大会と翌年の新興国競技大会をめぐりIOCと対立、この結果、同国選手団は来日したものの開催前日の10月9日にボイコットを表明、帰国した。

### 1970年代
1970年代、日本の製造業者、そのなかでも特に電機部門、はインドネシアに工場の建設を開始し、このことは新しい日本人移民、主に日本企業の管理者や技術者、の波を奨励した。
日本の自動車業界もまた、インドネシア市場への展開を開始し、現在、日本の自動車業界はインドネシア市場で最大の割合を占めている。同時に、日本の消費者製品もインドネシア市場への展開を始めた。

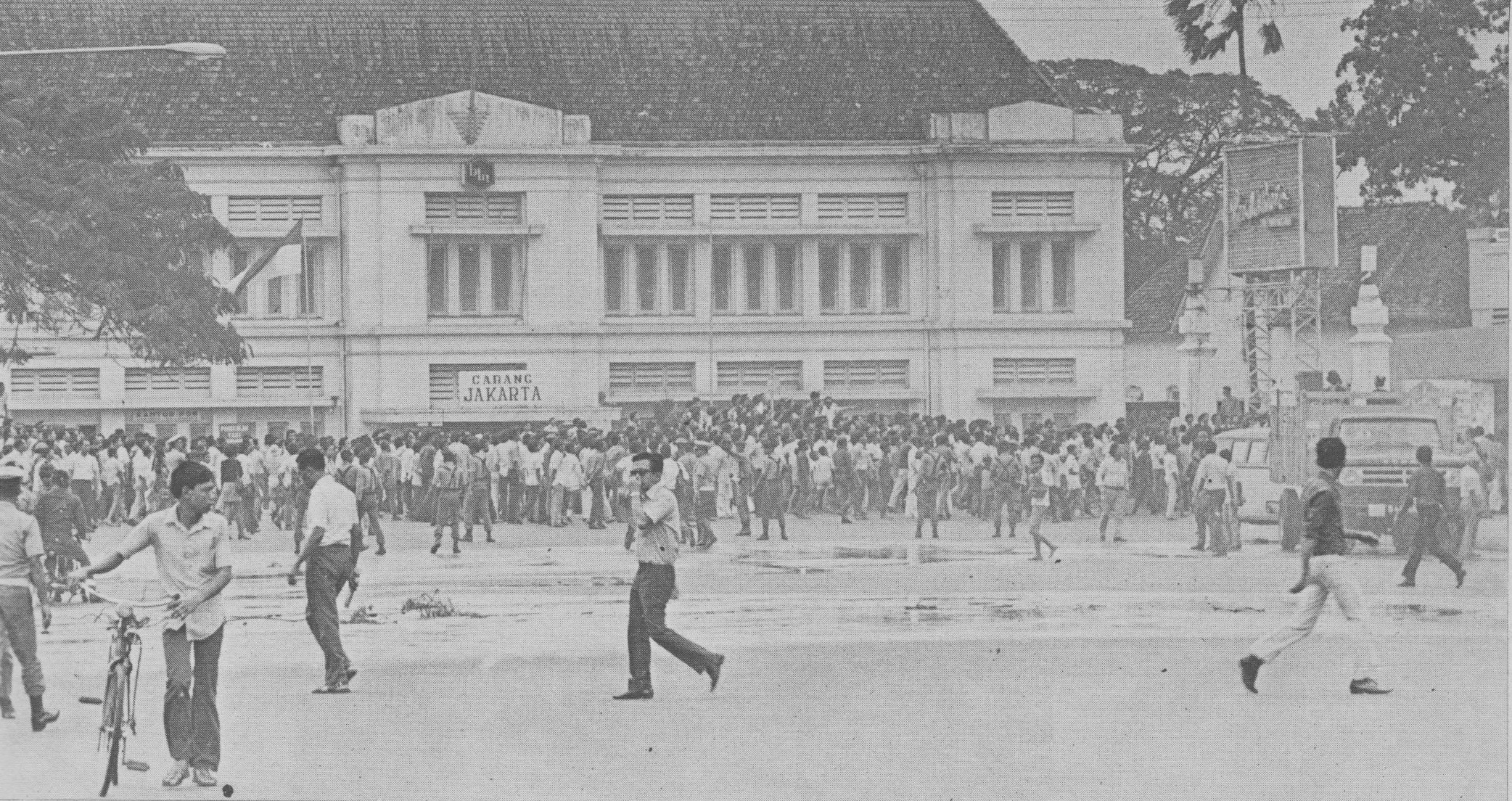
マラリ事件を起こすインドネシアの群衆。経済のみを重視する当時の日本の外交方針は、インドネシア人に日本への不信を与えていた。

しかしながら、日本経済のインドネシア支配は反対運動の盛り上がりにつながり、1974年1月14日から17日までの日程で田中角栄首相がジャカルタを訪問していた最中の1974年1月15日、大規模な反日暴動（マラリ事件）が発生した。
この事件によって、日本は、インドネシアとの関係を経済的観点からのみ見る外交方針を改める事となった。
日本は、相互理解の欠如が暴動が起きた原因と理解し、以後、外務省などは日本文化とインドネシア文化を相互に学ぶ文化交流に積極的となっていった。この流れは、福田ドクトリンとして結実し、後のインドネシアの良好な対日感情にも繋がることとなった。

### 1980年代以降
1980年代から21世紀にかけて、日本企業のインドネシアに対する投資は着実に増加した。

## インドネシア人の対日・対日本人感情
| 調査対象国     | 肯定 | 否定 | どちらでもない | 肯定-否定 |
| -------------- | ---- | ---- | -------------- | --------- |
| 中国           | 4%   | 90%  | 6              | -86       |
| 韓国           | 22%  | 77%  | 1              | -55       |
| パキスタン     | 51%  | 7%   | 42             | 44        |
| フィリピン     | 78%  | 18%  | 4              | 60        |
| オーストラリア | 78%  | 16%  | 6              | 62        |
| インドネシア   | 79%  | 12%  | 9              | 67        |
| マレーシア     | 80%  | 6%   | 14             | 74        |

| 調査対象国     | 肯定 | 否定 | どちらでもない | 肯定-否定 |
| -------------- | ---- | ---- | -------------- | --------- |
| 中国           | 18%  | 71%  | 11             | -53       |
| メキシコ       | 24%  | 34%  | 42             | -10       |
| パキスタン     | 34%  | 15%  | 51             | 19        |
| 南アフリカ     | 41%  | 17%  | 42             | 24        |
| インド         | 39%  | 13%  | 48             | 26        |
| フランス       | 55%  | 29%  | 16             | 26        |
| ポルトガル     | 43%  | 13%  | 44             | 30        |
| イギリス       | 58%  | 26%  | 16             | 32        |
| ドイツ         | 58%  | 25%  | 17             | 33        |
| ガーナ         | 55%  | 11%  | 34             | 34        |
| オーストラリア | 60%  | 26%  | 14             | 34        |
| スペイン       | 57%  | 19%  | 24             | 38        |
| エジプト       | 52%  | 14%  | 34             | 38        |
| ケニア         | 61%  | 20%  | 19             | 41        |
| トルコ         | 64%  | 21%  | 15             | 43        |
| 韓国           | 68%  | 20%  | 12             | 48        |
| イタリア       | 66%  | 18%  | 16             | 48        |
| ブラジル       | 66%  | 16%  | 18             | 50        |
| ナイジェリア   | 65%  | 14%  | 21             | 51        |
| カナダ         | 67%  | 16%  | 17             | 51        |
| アメリカ       | 69%  | 18%  | 13             | 51        |
| チリ           | 66%  | 14%  | 20             | 52        |
| ペルー         | 64%  | 10%  | 26             | 54        |
| ロシア         | 65%  | 7%   | 28             | 58        |
| フィリピン     | 84%  | 12%  | 4              | 72        |
| インドネシア   | 85%  | 7%   | 8              | 78        |

BBCワールドサービスやピュー・リサーチ・センターが定期的に実施している世界各国を対象とした対他国感情に関する調査によれば、インドネシアにおける対日・対日本人感情は好意的な回答を示しており、BBCワールドサービスが実施した2011年度調査では、対日・対日本人感情の好意的な回答が全調査対象国のなかでトップであり、インドネシア人の85%が日本の影響力を肯定的に見て、7%が否定的な見解を示し、インドネシアは世界で最も親日的な国となっている。2016年に外務省が東南アジア各国に対日世論調査（一カ国約300名、Ipsos香港社に調査依頼）をしたところ、全般的に、東南アジア各国のなかでもインドネシア、フィリピン、ベトナム、マレーシア、タイの5か国の国民は、自国と日本との関係について、かなり好意的であることがわかった。

## 経済的関係
日本はインドネシアへの投資を、特に自動車、電機部品、エネルギーと採掘部門において、何十年も続けてきた。インドネシア共和国の建国以前から、日本はインドネシアを天然資源の重要な供給源としてみていた。日本は天然資源を必要としていたことは、第二次世界大戦に至ることになる南進をせざるを得なかった理由のひとつでもあった。現在、日本にとってインドネシアは、天然ゴム、液化天然ガス、石炭、鉱物、紙パルプ、エビやマグロなどの海産物とコーヒー豆の主な供給国である。伝統的に、インドネシアは日本の自動車と電機機器の主要な市場とみなされていた。日本企業にとって、インドネシアは様々な天然資源の源であるとともに、人件費を低く抑えながら製造するための人材の源でもあった。1200社以上の日本企業がインドネシアで活動しており、約30万人の現地人が雇用されている。主な日本企業の工場はジャカルタ市東部に集中しており、そのなかでもブカシ、シカラング、カラワングと西ジャワ州に特に集中している。
インドネシアに対する日本企業の直接投資の新しい傾向は、収入、人口、消費者製品の消費の増加となって表れている。日本企業の直接投資はもはや伝統的な分野だけでなく、小売やメディア、日用品の分野にも及んでいる。近年、日本の大戸屋、吉野家、えびすカレーなどのレストランチェーン、セブンイレブン、ファミリーマートなどのコンビニエンスストア、そごうや無印良品、ユニクロなどのファッション、小売、百貨店および紀伊國屋書店などが次々とインドネシアに出店した。大正製薬は最近、ブリストル・マイヤーズ・スクイブのインドネシア法人を買収した。より多くの日本企業がインドネシア市場に参入するための投資を準備している。これらの企業による新たな投資によっていくつかの日本企業は成功を収めている。味の素は5000万ドルをかけてインドネシアに新しい工場を建設することを計画している。
インドネシアは東南アジア全体でも有数の好景気に沸いており、日本からの投資も2010年には7億1260万ドル（約712億6000万円）であったのが、2012年には25億ドル（約2500億円）へと急増している。
| 年   | 日本の輸出(A) | 日本の輸入(B) | 収支(A-B) |
| ---- | ------------- | ------------- | --------- |
| 2006 | 7,376         | 24,123        | ▲16,747   |
| 2007 | 9,065         | 26,480        | ▲17,415   |
| 2008 | 12,607        | 32,555        | ▲19,948   |
| 2009 | 9,334         | 21,825        | ▲12,491   |
| 2010 | 15,859        | 28,149        | ▲12,290   |
| 2011 | 17,731        | 33,970        | ▲16,239   |

## 文化交流と観光
マラリ事件を契機に、日本は友好関係を維持するためには、互いの文化を知る文化交流が重要との認識を持つに至り、経済のみならず文化面での交流も加速していった。

### インドネシアにおける日本文化
そのユニークさのため、日本文化はインドネシアで人気を博している。日本の伝統的な文化である着物、生花、折り紙、侍などを始め、若者たちの間ではJ-POP、漫画、アニメ、ビデオゲームなどのサブカルチャー、家族や子供にはドラえもんなどが広く楽しまれている。一方、日本人はインドネシアの伝統的な文化であるバティック、ガムラン、ダンスなどに興味を持っており、バリ島、ボロブドゥール遺跡は日本人の人気の観光地である。
インドネシアでは2009年現在71.6万人が日本語を学んでおり、日本語教育機関は1,988機関ある。これは韓国、中国に次いで3位の規模である。このきっかけとなったのは1980年代の日本企業の進出、日本人観光客の増加によるものであり、インドネシア人労働者にとって日本語の理解は大きな価値を持つようになった。
インドネシアでは日本文化が流行しており、日本企業の投資や、日本語を学ぶインドネシア人は年々増えている。大相撲やアニメなど、日本文化のイベントも開催されている。
ジャカルタのGrand Wijaya CenterとBlok Mは日本食レストランや日本の輸入食材を扱うスーパーマーケットがあり、特にBlok Mは居酒屋も多く、周辺にも日本色の強い店舗が集結しておりリトル・トーキョーとして知られている。
インドネシアの経済発展とともに、日本を旅行するインドネシア人も急増しつつある。インドネシア人はムスリムが主なため、日本では彼らをもてなすため、イスラム教のハラールや礼拝のためのセミナーが各地で開かれるようになっている。

### 在日インドネシア人留学生
| 年度 | 1位       | 2位      | 3位      | 4位      | 5位      | 6位      | 7位      |
| ---- | --------- | -------- | -------- | -------- | -------- | -------- | -------- |
| 2016 | 098,483人 | 53,807人 | 19,471人 | 15,457人 | 08,330人 | 04,630人 | 03,976人 |
| 2017 | 107,260人 | 61,671人 | 21,500人 | 15,740人 | 08,947人 | 06,607人 | 05,495人 |
| 2018 | 114,950人 | 72,354人 | 24,331人 | 17,012人 | 09,524人 | 08,329人 | 06,277人 |
| 2019 | 124,436人 | 73,389人 | 26,308人 | 18,338人 | 09,584人 | 07,240人 | 06,756人 |
| 2020 | 121,845人 | 62,233人 | 24,002人 | 15,785人 | 07,088人 | 06,199人 | 05,238人 |
| 2021 | 114,255人 | 49,469人 | 18,825人 | 14,247人 | 05,792人 | 04,887人 | 03,762人 |
| 2022 | 103,882人 | 37,405人 | 24,257人 | 13,701人 | 05,763人 | 05,015人 | 03,857人 |

2022年5月1日時点での在日インドネシア人留学生は5,763人で、在日留学生総数の2.4％を占めており、留学生の国・地域別では第5位となっている。
2013年にマレーシア人留学生を追い抜いて以来、インドネシア人留学生がイスラーム諸国のうちトップを占めている。

## 日本からの開発支援

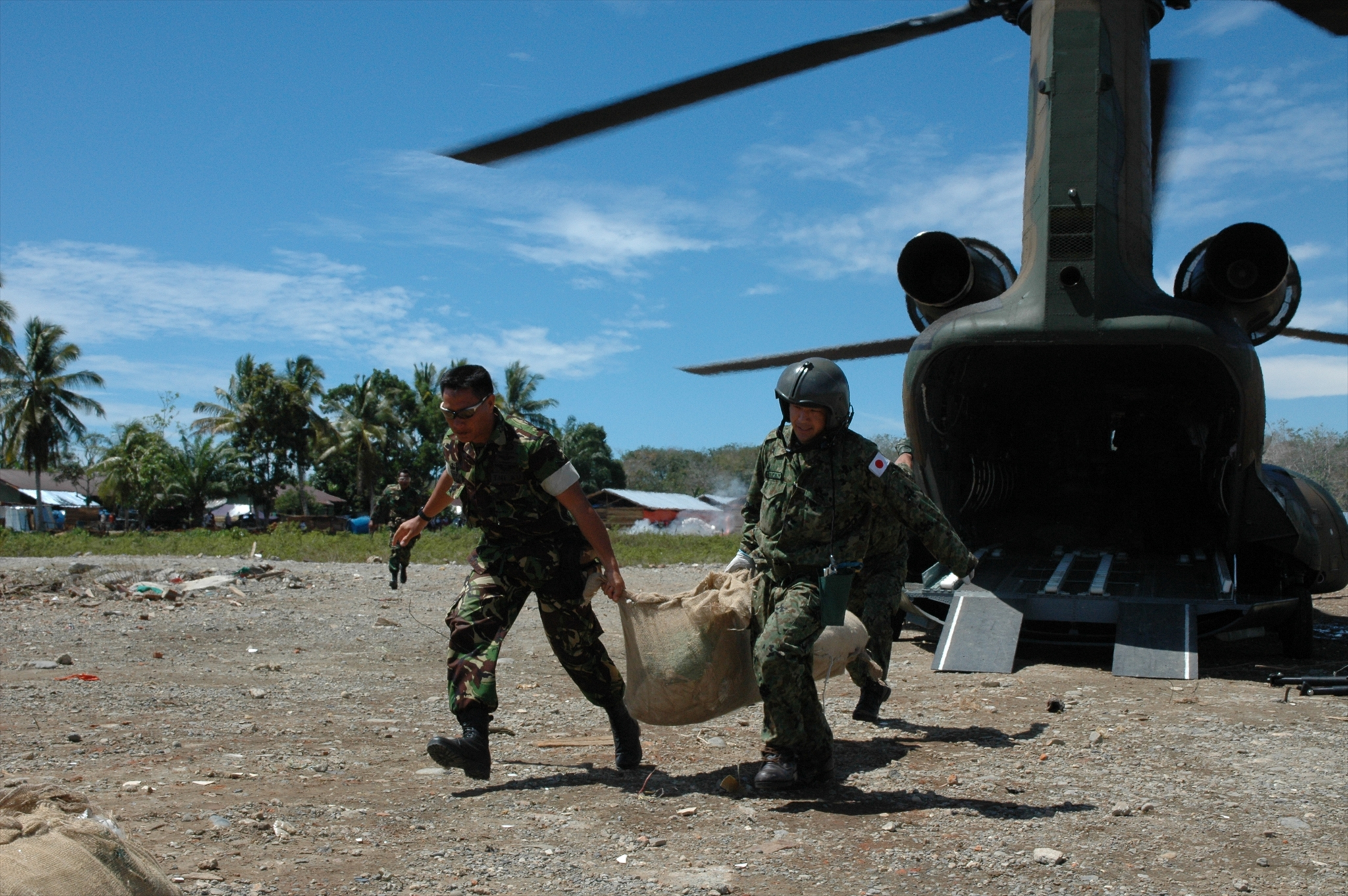
スマトラ島沖地震で被害を受けた地域に、救援物資等の輸送を行う陸上自衛隊

日本はインドネシアに対して多額の開発支援を行なっている。開発支援は国際協力機構（JICA）を通して行われ、東南アジア諸国連合（ASEAN）の中では最大の支援を受けている。
| 年   | 有償資金協力 | 無償資金協力 | 技術協力 | 合計      |
| ---- | ------------ | ------------ | -------- | --------- |
| 2000 | 945.66       | 52.07        | 144.60   | 1,142.33  |
| 2001 | 702.83       | 45.16        | 117.27   | 865.26    |
| 2002 | 441.59       | 63.54        | 126.46   | 631.59    |
| 2003 | 946.77       | 82.36        | 120.66   | 1,149.79  |
| 2004 | 452.52       | 25.47        | 105.96   | 583.95    |
| 2005 | 1,072.18     | 172.21       | 98.40    | 1,342.79  |
| 2006 | 882.83       | 60.67        | 91.11    | 1,034.61  |
| 累積 | 24,690.06    | 1,939.16     | 2,907.49 | 29,597.35 |

近年は防衛関係の交流も増えており、自衛隊はインドネシア軍に対して能力構築支援事業を実施している。スマトラ島沖地震では、インドネシア側からの要請に基づき、2005年と2006年に自衛隊が派遣された。
海上保安庁も、インドネシアの沿岸警備隊に対して定期的な協力・指導を行っている他、2007年には武器輸出三原則の例外扱いで、海上保安庁の巡視船3隻を提供している。
これまでの開発支援の例としてはアサハン川の開発事業（アサハン・プロジェクト）などがある。

## 外交使節

### 在日インドネシア大使
1. ルドルフ・アレクサンダー・アスマウン（1959～1960年）
2. バンバン・スゲン（インドネシア語版、英語版）（1960～1964年）
3. ハルソノ・レクソアトモジョ（1964～1966年）
4. ルクミト・ヘンドラニングラト（1966～1968年）
5. アスハリ・ダヌディルジョ（インドネシア語版、英語版）（1969～1972年）
6. ユスフ・ラムリ准将（1972～1975年、信任状捧呈は4月4日[60]）
7. A・J・ウィトノ（1975～1979年）
8. サイディマン・スルヨハディプロジョ（インドネシア語版）（1979～1983年）
9. ウィヨゴ・ アトモダルミント（インドネシア語版、英語版）（1983～1987年）
10. ヨギ・スパルディ（1987～1991年）
11. プジ・クンタルソ（1991～1995年、信任状捧呈は7月4日[61]）[62]
12. ウィスバー・ルイス（インドネシア語版）（1995～1998年、信任状捧呈は5月18日[63]）
13. スマディ・ジョコ・ムルジョノ・ブロトディニンラット（インドネシア語版）（1998～2002年、信任状捧呈は12月24日[64]）
14. アブドゥル・イルサン（2002～2006年、信任状捧呈は2003年4月10日[65]）
15. ユスフ・アンワル（インドネシア語版）（2006～2010年、信任状捧呈は11月16日[66]）
16. ムハマド・ルトフィ（インドネシア語版）（2010～2013年、信任状捧呈は11月22日[67]）
17. ユスロン・イザ・マヘンドラ（インドネシア語版）（2013～2016年、信任状捧呈は2014年2月24日[68]）
  - （臨時代理大使）ベン・ペーカサ・ドラジャト（2016～2017年）
18. アリフィン・タスリフ（インドネシア語版、英語版）（2017～2019年、信任状捧呈は6月22日[69]）
  - （臨時代理大使）トリ・プルナジャヤ（2019～2020年）
19. ヘリ・アフマディ（2020年～、信任状捧呈は12月17日[70]）